# Joachim von Seydlitz-Kurzbach
Joachim von Seydlitz-Kurzbach (* 7. Dezember 1911 in Leobschütz; † 13. März 2005 in München) war ein deutscher Jurist, Offizier der Wehrmacht und der Bundeswehr, zuletzt im Dienstgrad eines Brigadegenerals, Angehöriger der Organisation Gehlen und des Bundesnachrichtendienstes (BND). Sein Deckname war Seidel oder Seidl bzw. Seibold. Er war Schwager des Chefs der Organisation Gehlen und späteren ersten Präsidenten des BND Reinhard Gehlen.

## Leben
Der Jurist Joachim von Seydlitz-Kurzbach war Sohn des Friedrich Wilhelm von Seydlitz, Ehrensenior des Familienverbandes und Oberstleutnant, und der Meta Eichner. Er gehörte somit dem alten Adelsgeschlecht Seydlitz an, die weniger mit Grundbesitz ausgestattet war aber sehr viele Offiziere stellte. Von 1932 bis 1934 war er Mitglied des Stahlhelms bzw. der SA. Von 1930 bis 1934 studierte er Rechtswissenschaft und Staatswissenschaft in München, Breslau und Göttingen und legte am 29. Juli 1934 die erste juristische Staatsprüfung ab. Danach war er Gerichtsreferendar am Amtsgericht Neusalz/Oder.
Am 1. Oktober 1934 trat von Seydlitz-Kurzbach als Einjährig-Freiwilliger in die Wehrmacht ein. Wie Gehlen, der 1931 von Seydlitz-Kurzbachs älterer Schwester Herta geheiratet hatte, begann er seine militärische Laufbahn im neu aufgestellten Artillerie-Regiment Schweidnitz (später Artillerie-Regiment 28) im gleichnamigen Ort in Niederschlesien, wo er bis Oktober 1935 diente. Von Oktober 1935 bis August 1936 war er Gerichtsreferendar am Landgericht Glogau. Von August 1936 bis April 1937 wurde er zum Reserveoffizier im Artillerie-Regiment 28 ausgebildet und am 1. Mai 1937 zum Leutnant der Reserve ernannt. Von Mai 1937 bis September 1938 war er Batterieoffizier und Nachrichtenoffizier im Artillerie-Regiment 28. Am 1. Dezember 1937 wurde er in das aktive Offizierkorps übernommen und war von Oktober 1938 bis Oktober 1940 Abteilungsadjutant und Batteriechef im Artillerie-Regiment 28. Ab November 1940 war er Batteriechef und Regimentsadjutant im Artillerie-Regiment 104 und ab September 1942 Ordonnanzoffizier im Oberkommando des Heeres. Von Oktober 1943 bis Februar 1944 absolvierte er die Ausbildung zum Generalstabsoffizier an der in diesem Zeitraum nach Hirschberg im Riesengebirge verlegten Preußischen Kriegsakademie im 11. Generalstabslehrgang. Am 1. Januar 1944 wurde er zum Major im Generalstab ernannt. Ab Februar 1944 war er Zweiter Generalstabsoffizier der 11. Infanterie-Division und ab Juli 1944 Erster Quartiermeister der 9. Armee. Von November 1944 bis Februar 1945 war er aufgrund von Magengeschwüren im Lazarett und zu dieser Zeit der Führerreserve im Oberkommando des Heeres zugeordnet. Von März bis April 1945 war er Erster Generalstabsoffizier/op im Generalstab des stellvertretenden Generalkommandos III des Festungsbereichs Berlin und von April bis Mai 1945 Erster Generalstabsoffizier des XXXIX. Panzerkorps.
Bei Ende des Zweiten Weltkrieges hatte er den Dienstgrad Oberstleutnant erreicht. Anschließend befand er sich von Mai 1945 bis Februar 1947 in britischer bzw. amerikanischer Kriegsgefangenschaft.
Von Seydlitz-Kurzbach trat am 22. Februar 1947 in die Organisation Gehlen ein und arbeitete bis 1956 im Bereich Auswertung. Im Camp King in Oberursel wohnten er und seine Familie im Schweizer Haus. Später wechselte er auf Schloss Kransberg im Taunus. Zum 6. Dezember 1947 erfolgte der Umzug nach Pullach im Isartal. In der neuen BND-Liegenschaft in Pullach lebte die Familie im Haus Nr. 19 (Sonnenweg 18) der ehemaligen Reichssiedlung Rudolf Heß. Ab Juli 1956, drei Monate nach der Umwandlung der Organisation Gehlen in den Bundesnachrichtendienst, wurde er Leiter der Personalabteilung, evtl. auch wegen seiner juristischen Vorbildung. 1962 wurde er Leiter der Fernmeldeaufklärung des BND. Am 26. August 1966 nahm die Bundesregierung den Vorschlag zur Ernennung zum Brigadegeneral zustimmend zur Kenntnis. Am 31. März 1972 wurde er in den Ruhestand versetzt.
Im Verteidigungsfall wäre von Seydlitz-Kurzbach Leiter einer im Kriegsfall zu schaffenden Abteilung IV Aufklärung geworden. In dieser wären Fernmeldeverbindungswesen, Fernmeldeaufklärung, Chiffrierwesen und Fernmeldetechnik zusammengefasst worden.
Von Seydlitz-Kurzbach war mit Luise Bartels, Tochter der Ehrengard von Reichenau und des Landrats Busso Bartels, verheiratet und hatte drei Kinder, Huberta, Almuth und Friedrich Carl.

## Auszeichnungen
- Eisernes Kreuz I. Klasse (1940)
- Allgemeines Sturmabzeichen (1941)
- Verwundetenabzeichen in Schwarz (1943)